# Dyckia sordida
Dyckia sordida är en gräsväxtart som beskrevs av John Gilbert Baker. Dyckia sordida ingår i släktet Dyckia och familjen Bromeliaceae. Inga underarter finns listade i Catalogue of Life.